# Samuel-Jacques Bernard (1686-1753)
Pour les articles homonymes, voir Bernard et Samuel-Jacques Bernard.
Samuel-Jacques Bernard, comte de Coubert (1739), né le 19 mai 1686 et mort le 22 juillet 1753, est une personnalité française du XVIIIe siècle.

## Biographie
Samuel Jacques Bernard est l'aîné des fils de Samuel Bernard, comte de Coubert, l'un des plus puissants banquiers français à la fin du XVIIe et au début du XVIIIe siècle, et de Magdeleine Clergeau, sa première épouse. Il porte les mêmes prénoms que son grand-père paternel.
Comme son père, il abjure sa foi calviniste, le 29 septembre 1715 à l'Église Saint-Sulpice . Il achète le 4 mars 1718 à Christian Louis de Montmorency-Luxembourg, dernier fils du maréchal de Luxembourg et à sa femme, Louise Madeleine de Harlay-Beaumont, le château de Grosbois, dans lequel il fait réaliser d'importants embellissements. Il crée notamment la superbe ferme du château et réaménage les décors intérieurs. En 1731, il est contraint de se séparer de ce domaine, vendu à Germain Louis Chauvelin. 
Il est maître des requêtes, surintendant des Maison, Domaines et Finances de la Reine Marie Leszczyńska (à compter de mai 1725), puis grand doyen des maîtres des requêtes de l'hôtel et conseiller d'État ordinaire. Il est prévôt des maîtres des cérémonies et grand'croix de l'ordre royal et militaire de Saint-Louis (juin 1728) .
À la mort de son père, en 1739, il hérite d'une partie de la fortune paternelle estimée à 33 000 000 de livres, notamment le comté et le château de Coubert, qu'il transmet après lui à son fils, Olivier-Samuel-Jacques Bernard.  

### Hôtel particulier
Entre 1741 et 1745, il fait réaménager et agrandir un hôtel particulier situé au 46, rue du Bac à Paris. Cet hôtel a été édifié en 1697-1699 pour Jean-Baptiste Voille par un des Bruand, (voir Libéral Bruand) et fut profondément modifié par Germain Boffrand. L'hôtel comptait deux corps de bâtiment disposés perpendiculairement . Seul celui donnant sur la rue du Bac existe encore et abrite aujourd'hui, depuis 1888, la Maison de taxidermie Deyrolle. L'autre bâtiment, le corps de logis, a été démoli lors du prolongement du Boulevard Saint-Germain, en 1887 . 
Il meuble cet hôtel d’œuvres d'art. La salle à manger est décorée de panneaux en chêne dans leur couleur naturelle à la capucine, sur lesquels Jean-Baptiste Oudry peint en 1742 deux grandes toiles représentant des chiens de chasse, considérées comme étant parmi les chefs-d’œuvre de l'artiste. Les boiseries blanches et or du grand salon, avec leurs dessus-de-porte représentant les Quatre continents peints par quatre peintres et servant de modèle aux tapisserie d'Aubusson: Jacques Dumont le Romain, Charles-Joseph Natoire, Charles Restout et Carle Van Loo , aujourd'hui exposées au Musée d'Israël de Jérusalem .  
Une partie de ces boiseries est aujourd'hui au château de Vaux le Pénil (Seine & Marne). 
Les livres et manuscrits de son importante bibliothèque, vendus aux enchères en 1754 et 1756 , sont reconnaissables aux armes entourées du collier de l'Ordre de Saint-Louis et de la devise Bellicae vitutis praemium poussées sur leur reliure .

### Banqueroute
Fastueux, amateur d’art, il fait banqueroute en 1751 emportant notamment 80 000 livres, soit 8 000 livres de rentes, dues à Voltaire, dont il gérait la fortune . Ce dernier y fait allusion dans le Dictionnaire philosophique à l'article « Banqueroute » : « Un homme de lettres de ma connaissance perdit quatre-vingt mille francs à la banqueroute d’un magistrat important, qui avait eu plusieurs millions nets en partage de la succession de monsieur son père, et qui, outre l’importance de sa charge et de sa personne, possédait encore une dignité assez importante à la cour. Il mourut malgré tout cela; et monsieur son fils, qui avait acheté aussi une charge importante, s’empara des meilleurs effets. L’homme de lettres lui écrivit, ne doutant pas de sa loyauté, attendu que cet homme avait une dignité d’homme de loi. L’important lui manda qu’il protégerait toujours les gens de lettres, s’enfuit, et ne paya rien. » De la même manière, il ne peut payer le magnifique surtout de table en argent massif qu'il avait commandé à Thomas Germain en 1729-1731, que les descendants de l'orfèvre finirent par vendre en 1757 au duc d'Aveiro qui lui a laissé son nom.

### Mariage et descendance
Son père le marie le 12 août 1715 avec Louise Olive Frotier de La Coste Messelière, fille de Benjamin Louis Frotier, marquis de La Coste Messelière, lieutenant général pour le Roi au gouvernement du haut Poitou, gentilhomme ordinaire du duc d'Orléans (le Régent), et d'Elisabeth Olive de Saint Georges de Vérac. Elle est issue d'une ancienne famille de la noblesse poitevine. Dont cinq enfants :
- Louise Henriette Madeleine Bernard de Coubert (1719-1757), mariée en 1731 avec Chrétien Guillaume de Lamoignon, marquis de Baville, (1712-1759), dont postérité ;
- Louise Félicité Bernard de Coubert (1722 -        ), mariée en 1739 avec Nicolas Hyacinthe de Montvallat, comte d'Entraygues, maréchal de camp, dont un fils mort enfant [13];
- Elisabeth Olive Louise Bernard de Coubert (1723 - 1791), mariée en 1741 avec Jacques Etienne Antoine de Saint-Simon, comte de Courtomer, maréchal de camp, chevalier de Saint Louis, mort en 1768. Dont postérité (Le Clerc de Juigné) [14] ;
- Marie Olive Bernard de Coubert (1725 - après 1800), mariée en 1743 avec Jean-Baptiste de Chabannes, marquis de La Palisse, comte de Pionzac, comte d'Apchon, maréchal de camp (1714-1781), dont une fille morte enfant [15];
- Olivier Samuel Jacques Bernard, comte de Coubert, avocat général aux requêtes de l'hôtel (1730 -1801) [16]. II épouse en 1768 Marie Céleste Fortunée de Fortebracci Valgimelli, morte en 1814., dont quatre enfants : 
  - Fortunée Marie Olive Bernard de Coubert, mariée à Londres le 12 juin 1792 avec Joseph Jean Marie, vicomte de Forestier, officier aux Gardes suisses, patricien de Fribourg (1765-1852), titré vicomte par lettres du Roi Louis XVIII, le 28 juin 1822 (dont postérité qui relève en 1880 le nom de Coubert) [17] ;
  - Samuel Mathieu Olivier Bernard, comte de Coubert (1769-1863), mort sans postérité de son mariage avec Marie Françoise Renée de Turgot (morte en 1855) ;
  - Joséphine Olive Henriette Bernard de Coubert, mariée en 1805 avec Charles Phlippe, vicomte de Fitte de Soucy ;
  - Céleste Marie Olive Bernard de Coubert, mariée avec Pierre Marie Camille Jacques Fournier d'Arthel [18]. Cette dernière est notamment l'ancêtre de Mme Bernadette Chirac [19].

## Armoiries
| Figure | Blasonnement                                                                         |
|        | d'azur à l'ancre d'argent, senestrée en chef d'une étoile du même, rayonnante d'or,. |